# Сиони (посёлок)
Сиони (груз. სიონი) — посёлок городского типа (даба) в Тианетском муниципалитете края Мцхета-Мтианети, Грузия. Расположен в 80 км от железнодорожной станции Тбилиси. Возник в 1951 году при строительстве Сионского водохранилища. Статус посёлка городского типа с 1960 года. До 1970-х годов носил название Сионмшени.

## Население
| 1970 | 1979 | 1989 | 2002 | 2014 |
| ---- | ---- | ---- | ---- | ---- |
| 429  | 605  | 487  | 438  | 371  |